# 小矢部市立東部小学校
小矢部市立東部小学校 （おやべしりつ とうぶしょうがっこう）は富山県小矢部市にある公立小学校。

## 通学区域
子撫、宮島地区に加え、石動地区の一部から児童が通学する。
畠中町の一部、今石動町一丁目の一部、今石動町二丁目、西福町、東福町、六郎谷、田川の一部、宇治新の一部、西中野、桜町、法楽寺、宮須、横谷、宮中、矢波、屋波牧、岩崎、嶺、糠子島、別所滝、了輪、清原、原牧、高坂、名ヶ滝、菅ヶ原、下屋敷、二の滝、北屋敷、森屋、久利須

## 進学先
- 小矢部市立石動中学校

## 周辺
- 道の駅メルヘンおやべ
- 三井アウトレットパーク北陸小矢部